# Бруант білобровий
Бруант білобровий (Zonotrichia leucophrys) — вид горобцеподібних птахів родини Passerellidae, поширений в Північній Америці. Розмір близько 18 см, з чорними та білими смужками на голові, бурими верхніми частинами тіла та довгим хвостом. Крила бурі, нижні частини тла сірі, дзьоб рожевий або жовтий. За виглядом нагадує Zonotrichia albicollis, але не має білої плями на горлі.